# Pilpaküla (Hiiumaa)
Pilpaküla is een plaats in de Estlandse gemeente Hiiumaa, provincie Hiiumaa. De plaats heeft de status van dorp (Estisch: küla).
De plaats behoorde tot in oktober 2017 tot de gemeente Pühalepa. In die maand ging Pühalepa op in de fusiegemeente Hiiumaa.

## Bevolking
Het dorp had 39 inwoners op 31 december 2011 en 34 inwoners op 31 december 2021.

## Ligging
Pilpaküla grenst aan Kärdla, de hoofdstad van Hiiumaa. Een deel van het dorp ligt in het natuurreservaat Pihla-Kaibaldi looduskaitseala (38,2 km²).

## Geschiedenis
Pilpaküla werd, net als de buurdorpen Kärdla-Nõmme en Prählamäe, pas in 1997 een zelfstandig dorp. Tot 1977 hoorde het bij Kärdla, tussen 1977 en 1997 bij Tubala. Het dorp begon als nieuwbouwwijk van Kärdla.